# 7201 Kuritariku

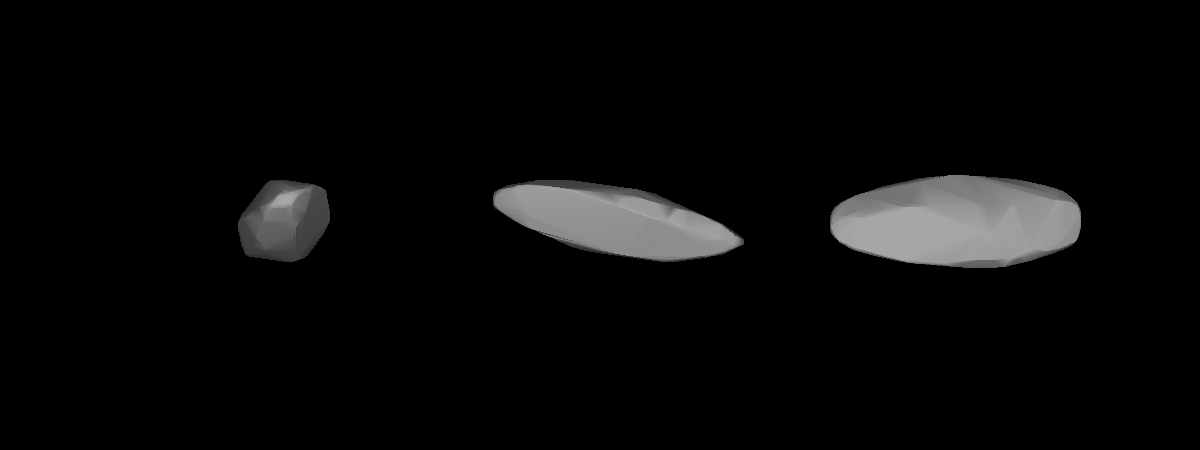
7201 Kuritariku

7201 Kuritariku eller 1994 UF1 är en asteroid i huvudbältet som upptäcktes den 25 oktober 1994 av den japanska astronomen Satoru Otomo i Kiyosato. Den är uppkallad efter japanen Hiroe Kurimoto.
Asteroiden har en diameter på ungefär 5 kilometer och den tillhör asteroidgruppen Vesta.